# 大沢郷郵便局
大沢郷郵便局（おおさわごうゆうびんきょく）は、秋田県大仙市大沢郷宿にある郵便局。民営化前の分類では無集配特定郵便局であった。

## 概要
住所：〒019-2202 秋田県大仙市大沢郷宿字宿102-3
大沢郷郵便局では、1930年（昭和5年）から電話交換業務を開始。電気通信省、電電公社発足後も、受託事務により局内での交換手による電話交換業務は引き続き行われていた。
1978年（昭和53年）11月15日、大曲電報電話局により大沢郷電話交換局と強首電話交換局が新設されたため、強首郵便局とともに電話交換業務は廃止された。これにより、秋田県内の電話通話はすべてダイヤル即時通話となり完全自動化になった。
大沢郷電話交換局の新設工事や加入者への電話線配線工事、電電公社職員による住民への電話の掛け方説明会、大沢郷郵便局での最後の電話交換業務の模様などは、秋田放送製作の記念番組『秋田県内電話自動化完了記念 ダイヤル100パーセントの記録』に残されている。
かつては、大沢郷地区の集配業務を行っていたが、2004年（平成16年）に刈和野郵便局に移管された。

## 沿革
- 1906年（明治39年）3月23日 - 大沢郷郵便局（三等）として開設[1]。同日に為替、貯金、小包郵便取扱を開始。
- 1921年（大正10年）12月11日 - 電信および電話通話事務を開始[2]。
- 1925年（大正14年）11月1日 - 集配事務を開始[3]。
- 1930年（昭和5年）2月6日 - 電話交換業務を開始。
- 1966年（昭和41年）12月 - 現在地に局舎を新築、移転。
- 1978年（昭和53年）11月15日 - 午後2時をもって電話交換業務廃止[4]。秋田県内の電話通話完全自動化[5]。
- 2004年（平成16年）9月6日 - 集配業務を刈和野郵便局に移管[6]。郵便番号を「〒019-2299」から「〒019-2202」に変更。
- 2007年（平成19年）10月1日 - 民営化。
- 2012年（平成24年）10月1日 - 日本郵便株式会社発足。

## 取扱内容
- 郵便、印紙、ゆうパック、国際郵便
- 貯金、為替、振替、振込、国債
- 生命保険、バイク自賠責保険、がん保険
- ゆうちょ銀行ATM

## 周辺
- NTT東日本大沢郷電話交換所

## アクセス
- 羽後交通バス 宿上丁停留所下車
- 秋田自動車道 西仙北SICから南西へ約4km
- 駐車場あり：1台